# Октябрьское (Сахалинская область)
Октябрьское — село (до 2004 года — посёлок) в городском округе «Долинский» Сахалинской области России, в 7 км от районного центра.

## География
Находится на берегу реки Найбы.

## История
Село основано в 1893 году под названием Романовское. С 1907 по 1945 гг. принадлежало японскому губернаторству Карафуто и называлось Ватасэ (яп. 渡瀬). После передачи Южного Сахалина СССР село получило современное название.

## Население
| 1925 | 1935 | 1959  | 2002 | 2010 | 2013 | 2021 |
| ---- | ---- | ----- | ---- | ---- | ---- | ---- |
| 112  | ↗168 | ↗2744 | ↘258 | ↘121 | →121 | ↘47  |

По переписи 2002 года население — 258 человек (124 мужчины, 134 женщины). Преобладающая национальность — русские (79 %).